# تکالیتلان
تکالیتلان (به اسپانیایی: Tecalitlán) یک منطقهٔ مسکونی در مکزیک است که در خالیسکو واقع شده‌است.
تکالیتلان ۱٬۳۲۶٫۴۴ کیلومتر مربع مساحت دارد.

## خواهرخوانده
شهر کالکزیکو، کالیفرنیا خواهرخواندهٔ تکالیتلان هست.